# Laban Cheruiyot
Laban Cheruiyot (ur. 27 lipca 1992) – kenijski lekkoatleta specjalizujący się w biegach długodystansowych.

## Sukcesy sportowe
W 2018 roku biegacz zwyciężył podczas Bruxelles Marathon (2:24:20). W 2023 roku Cheruiyot wygrał Radenci Marathon (2:20:39), Varna Marathon (2:20:49) oraz Osijek Half Marathon (68:05). W 2024 wygrał Silesia Marathon w Chorzowie (2:16:32) oraz był drugi podczas Bratislava Half Marathon (65:37). W 2025 był drugi podczas DOZ Maraton Łódź z czasem 2:20:12.